# Геращенко, Дмитрий Васильевич
Геращенко Дмитрий Васильевич (род. 25 января 1951, Минск) — советский и белорусский архитектор. Лауреат Государственной премии СССР (1989).

## Биография
Родился 25 января 1951 года в Минске в семье архитекторов Василия Геращенко и Любви Усовой.
В 1968—1969 годах работал в производственных мастерских комбината Художественного фонда Белорусской ССР. 
С 1969 года работал в институте «Минскпроект».
В 1974 году окончил Белорусский национальный технический университет.

## Творческая деятельность
Основные работы:
- водоохранная зона Сляпянской водной системы и 7 скверов вдоль неё (1989, в составе авторского коллектива; Государственная премия СССР 1989);
- проект реконструкции детского парка имени М. Горького (1978);
- проект реконструкции парка 60-летия Октября (1986);
- благоустройство водного участка реки Свислочь (1988).

По его проектам строились парки в Несвиже, в Минске по проспекту Правды и по улице П. Глебки; левобережная часть Комсомольского озера и другие.

## Семья
Две дочери Дарья и Ольга работают архитекторами в институте «Минскпроект».